# Фьевез, Шарль
Шарль Жан-Батист Фьевез (фр. Charles Jean-Baptiste Fievez; 13 мая 1844, Брюссель — 2 февраля 1890, там же) — бельгийский учёный, астрофизик и спектроскопист. Сотрудник Королевской обсерватории в Брюсселе.

## Биография
Образование получил в Королевской военной академии. Позже поступил в Ecoles Spéciales в Льеже, где получил специальность инженера-строителя. В 1867 вернулся на службу в армии, где занимался техническим развитием артиллерии. В 1870 году снова оставил армию, чтобы работать в химической промышленности.
С 1879 года — помощник астронома Брюссельской королевской обсерватории, интересовался астрофизикой, новой дисциплиной в астрономии. Был сотрудником журнала «Ciel et Terre». Напечатал большую статью: «Etude du spectre solaire» (Брюссель, 1882) и несколько статей в «Bull. de l’Académie d. Sciemes de Belgique» (за 1880—1886) по спектральному анализу Mg, H, туманностей и комет. В статье «De l’influence du magnétisme sur les caractères des raies spectrales» («Bull. de l’Acad. d. Sc. de Belgique», 1885), Фьевез описывает расширение и двойное обращение спектральных линий натриевого пламени — под влиянием магнитного поля, — факт, объяснённый в 1897 году П. Цеманом.
Читал лекции по астрофизике в Льежском университете. Сотрудничал с Уильямом Хаггинсом, авторитетом в области астрофизических исследований.
Фиевес сосредоточил свои научные исследования на спектральном анализе магния и углерода, влиянии магнитных полей и спектре солнечного света.
Был членом Итальянской ассоциации спектроскопистов.